# Sinteza Căușeni
Sinteza Căușeni este un club de fotbal din Căușeni, Republica Moldova. Clubul a fost fondat în 1992 și a participat în cea de-a doua ediție a Diviziei Naționale. În prezent echipa evoluează în Divizia "B" Centru.